# Acalypha rapensis
Acalypha rapensis é uma espécie de flor do gênero Acalypha, pertencente à família Euphorbiaceae.